# World Xtreme Wrestling
World Xtreme Wrestling é uma promoção de wrestling profissional estadunidense. Associada com a empresa Wild Samoan Pro Wrestling Training Center de Afa Anoa'i, já competiram pela empresa importantes wrestlers da WWE, como Batista, Chris Kanyon, Billy Kidman, Gene Snitsky, Jamal (conhecido como Umaga) e Rosey da Three Minute Warning. Court Bauer, membro da equipe criativa da WWE foi booker da promoção na década de 1990.

## Títulos
- WXW Heavyweight Championship (1997-atualmente)
- WXW Television Championship (2000-atualmente)
- WXW Cruiserweight Championship (1997-atualmente)
- WXW Tag Team Championship (1997-atualmente)
- WXW Women's Championship (2001-2002; 2003-atualmente)
- WXW Women's Tag Team Championship (2004-atualmente)
- WXW Hardcore Championship (2000-2003)